# Nathan Tella
Nathan Tella (Lambeth, 5 de julio de 1999) es un futbolista británico que juega en la demarcación de centrocampista para el Bayer 04 Leverkusen de la 1. Bundesliga.

## Biografía
Empezó a formarse como futbolista en la cantera del Arsenal F. C. Después de diez temporadas en las categorías inferiores del club, finalmente se marchó a la disciplina del Southampton F. C. Debutó con el primer equipo el 19 de junio de 2020 en un encuentro de la Premier League contra el Norwich City F. C., partido que finalizó con un marcador de 0-3 tras los goles de Danny Ings, Stuart Armstrong y Nathan Redmond.
De cara a la temporada 2022-23 fue cedido al Burnley F. C. Consiguió 17 tantos en la EFL Championship, el que más del equipo, y los ayudó a regresar a la Premier League. Entonces volvió a Southampton, aunque en el mes de agosto se marchó traspasado al Bayer 04 Leverkusen.

## Selección nacional
En noviembre de 2023 hizo su debut con la selección de Nigeria jugando la primera parte de un partido de clasificación para el Mundial 2026 ante Zimbabue que finalizó en empate a uno.

## Clubes
| Club                   | País       | Año       | Partidos | Goles |
| ---------------------- | ---------- | --------- | -------- | ----- |
| Southampton F. C.      | Inglaterra | 2019-2022 | 41       | 2     |
| Burnley F. C. (cedido) | Inglaterra | 2022-2023 | 45       | 19    |
| Southampton F. C.      | Inglaterra | 2023      | 3        | 1     |
| Bayer 04 Leverkusen    | Alemania   | 2023-     | 79       | 10    |

## Palmarés

### Títulos nacionales
| Título                | Club                | País     | Año  |
| --------------------- | ------------------- | -------- | ---- |
| Bundesliga            | Bayer 04 Leverkusen | Alemania | 2024 |
| Copa de Alemania      | Bayer 04 Leverkusen | Alemania | 2024 |
| Supercopa de Alemania | Bayer 04 Leverkusen | Alemania | 2024 |